# Ameles heldreichi
Ameles heldreichi es una especie de mantis de la familia Mantidae.

## Distribución geográfica
Se encuentra en Grecia, Israel, Libia, Palestina, Turquía y Chipre.